# 1552
Відродження •  Реформація •  Доба великих географічних відкриттів •  Ганза

## Геополітична ситуація
Османську державу очолює Сулейман I Пишний (до 1566). Імператором Священної Римської імперії є Карл V Габсбург (до 1555). У Франції королює Генріх II Валуа (до 1559).
Середню частину Апеннінського півострова займає Папська область. Неаполітанське королівство на півдні захопила Іспанія. Венеціанська республіка залишається незалежною, Флорентійське герцогство, Генуя та герцогство Міланське входять до складу Священної Римської імперії.
Іспанським королівством править Карл I (до 1555). У Португалії королює Жуан III Благочестивий (до 1557).
Едуард VI є королем Англії (до 1553). Королем Данії та Норвегії — Кристіан III (до 1559). Королем Швеції — Густав I Ваза (до 1560). Королем Угорщини та Богемії є римський король Фердинанд I Габсбург (до 1564). Королем Польщі та Великим князем литовським є Сигізмунд II Август (до 1572). Московське князівство очолює Іван IV (до 1575).
Галичина входить до складу Польщі. Волинь та Придніпров'я належить Великому князівству Литовському.
На заході євразійських степів існують Кримське ханство, Астраханське ханство, Ногайська орда. Єгиптом володіють турки. Шахом Ірану є сефевід Тахмасп I.
У Китаї править династія Мін. Значними державами Індостану є Імперія Великих Моголів, Біджапурський султанат, Віджаянагара. В Японії триває період Муроматі.
Триває підкорення Америки європейцями. На завойованих землях ацтеків існує віцекоролівство Нова Іспанія, на колишніх землях інків — Нова Кастилія.

## Події

### В Україні
- Засновано Яготин.
- Заснована Велика Димерка
- Войнилів отримав магдебурзьке право.
- Ймовірна дата заснування замку на острові Мала Хортиця — першої Запорозької Січі.

### У світі
- Сейм Королівства Польського визначив, що польська мова є необхіднішою за латинську.[1]
- 2 жовтня, після тривалої облоги, війська московського царя Івана Грозного захопили Казань, столицю Казанського ханства. З падінням столиці Казанське ханство припинило своє існування, а Середнє Поволжя було приєднано до Московії. Почалася остання московсько-казанська війна.
- Господарем Молдавського князівства став Олександр IV Лопушанин.
- Турки напали на Егер, але угорцям, яких очолював Іштван Добо, вдалося відстояти замок.
- Мориць Саксонський уклав у Шамборі угоду з французьким королем Генріхом II, поступився йому трьома містами в обмін на підтримку протестантських князів Німеччини проти імператора Карла V Габсбурга.
- Протестанти розпочали успішний наступ на імперців, захопили Аугсбург і звільнили своїх очільників.
- 2 серпня в Пассау підписано договір, що надавав протестантським князям Німеччини право самостійно визначати релігію своїх підданих.
- В Англії скасовано привілеї Ганзи.
- Англія та Шотландія демаркували спільний кордон.
- Амар Дас став третім гуру сикхів.

## Народились
Докладніше: Народилися 1552 року
- 18 липня — Рудольф II, імператор Священної Римської імперії (1576–1612), король Угорщини (1572–1608), король Чехії (1575–1611), німецький король (1575–1612).
- Сер Волтер Релі, англійський придворний, державний діяч, авантюрист, поет і історик

## Померли
Докладніше: Померли 1552 року
- 26 лютого — За наказом іспанського конкістадора Кортеса в Теночтитлані страчений Гватемозін, 27-річний імператор ацтеків, племінник імператора Монтесуми, останній правитель Ацтекської імперії.